# Csangje
Csangje (egyszerűsített kínai írással: 张掖市, pinjin: Zhāngyè) prefektúra szintű város Kínában, Kanszu tartományban. Lakosainak száma 1 131 016 fő (2020).

## Népesség
| 2010 | 1 199 515 |
| 2020 | 1 131 016 |